# Új Szó
Új Szó („nowe słowo”) – węgierskojęzyczny dziennik wydawany na Słowacji, jedyne tego rodzaju pismo w kraju. Jest skierowany do członków mniejszości węgierskiej.
Początki pisma sięgają 1948 roku, kiedy to zaczęło się ukazywać jako tygodnik.
Vasárnap był weekendową filią Új Szó do 2001 r., kiedy to obie gazety zostały całkowicie rozdzielone. Do 2001 r. obie gazety miały tego samego redaktora naczelnego. W międzyczasie uruchomiono również internetową wersję gazety, najpierw pod adresem ujszo.sk, która obecnie przekierowuje na obecną stronę ujszo.com. Zarówno internetowa, jak i drukowana wersja gazety przeszły przeprojektowanie w lipcu 2008 r., a baner wydania internetowego został zastąpiony banerem gazety, który również został nieco przeprojektowany.